# Чижов, Глеб Владимирович
Глеб Влади́мирович Чижо́в (псевдоним Хо́лмский; 21 января 1892, Москва — 26 сентября 1986, Париж) — автор и исполнитель романсов, библиофил, коллекционер.

## Биография
Глеб Владимирович Чижов родился в Москве в 1892 году в дворянской семье. Отец — Владимир Аполлонович Чижов, правнук О. И. Бове, мать — Софья Дмитриевна Игнатьева, внучка генерала Д. Л. Игнатьева.
После революции — в эмиграции (вместе с отцом и братом Борисом): сначала в Греции, затем во Франции. Жил под Парижем. Работал шофёром такси, был председателем Общества взаимопомощи русских шоферов (1935), сотрудничал с журналом русских таксистов «За рулём».
Как автор и исполнитель романсов Г. В. Чижов был известен под псевдонимом Холмский (по принадлежавшему Чижовым имению Холмы в Московской губернии). Собирал книги и картины. Дружил с А. М. Ремизовым, был знаком с И. А. Буниным, позднее — с Р. Герра, на которого как на коллекционера оказал большое влияние.
Во время оккупации Парижа некоторое время был администратором театра «Жар-Птица». Сольные вечера Холмского состоялись в Париже в 1947, 1956, 1959 и 1966 годах. В 1978 в Париже вышла пластинка его романсов.
Член Общества охранения русских культурных ценностей, член Комитета по сбору материалов для «Золотой книги русской эмиграции» (1960).
Был женат дважды, детей не имел.